# Horisme grisearia
Horisme grisearia là một loài bướm đêm trong họ Geometridae.